# 長沙灣警察宿舍

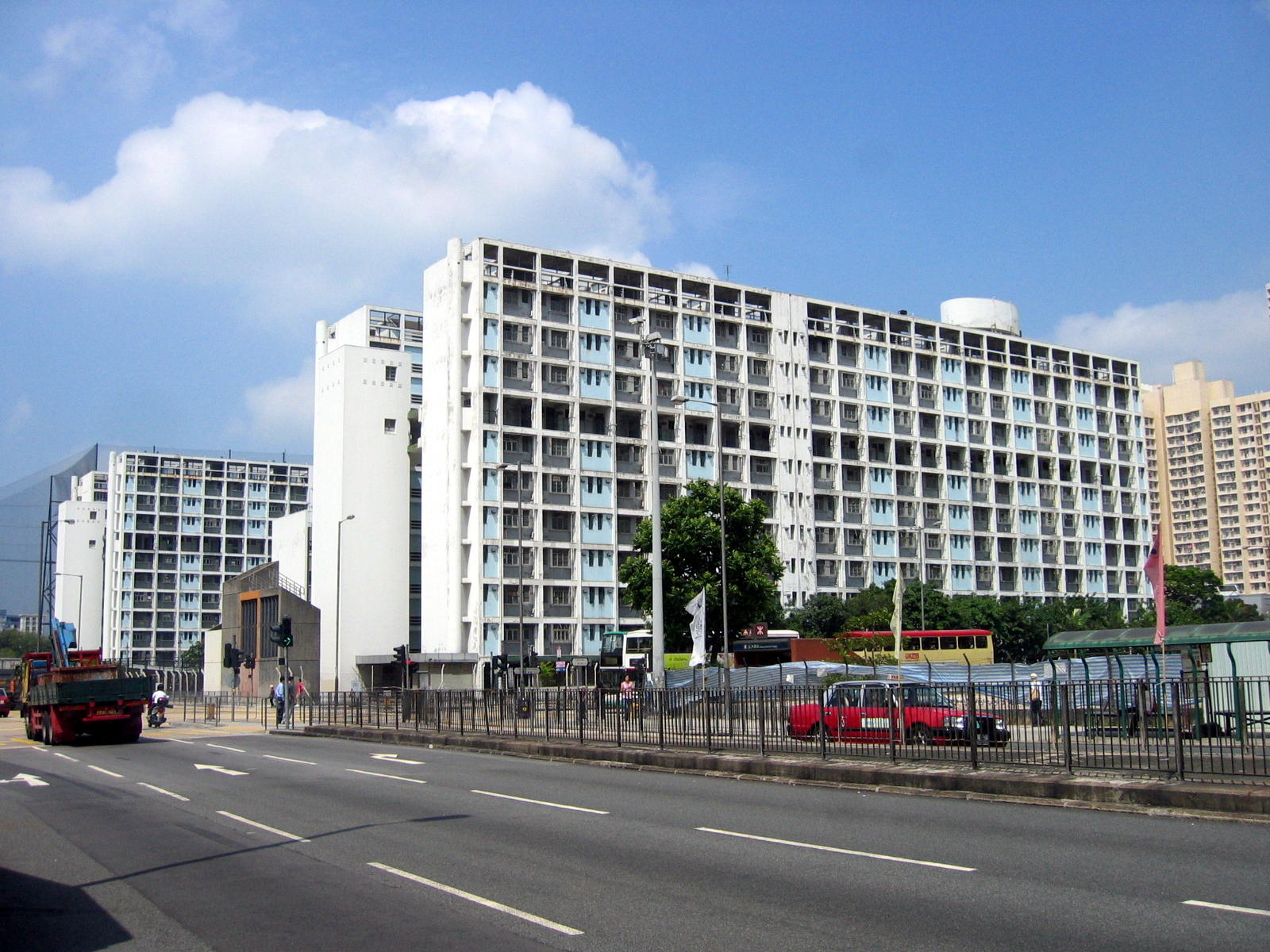
長沙灣警察宿舍 (2007年)

長沙灣警察宿舍（英語：Cheung Sha Wan Police Quarters）為1960年建成的已婚警員宿舍，位於香港九龍深水埗區長沙灣東京街5號，由工務司署興建，共有5座，樓高11層，分為A座至E座，共822個單位。宿舍外設瞭望台，以加強保安。
B座至D座呈「C」字型，包圍着長沙灣官立中學的校舍，然而隨着學校遷至粉嶺而空置，直至拆卸為止。
宿舍已於2008年拆卸，到2013和2021年，分別重建為公屋長沙灣邨（第一期）及長沙灣天主教小學新校舍。

## 相關
- 2006年，國泰航空曾以此為廣告片作為背景。[2]
- 美國经典真人秀电视节目《驚險大挑戰》（Amazing Race）第11季曾於該處設繞道關卡。
- 元洲街邨安安幼稚園斬人案女死者關佩恩（3歲半）居於B座14號九樓